# Jean Goujon (ciclista)
Jean Goujon (Parigi, 21 aprile 1914 – Chaville, 28 aprile 1991) è stato un pistard francese.

## Palmarès
Olimpiadi
- 1 medaglia:
  - 1 oro (inseguimento a squadre a Berlino 1936)